# Coppa COSAFA 1998
La Coppa COSAFA 1998 (1998 COSAFA Cup) fu la seconda edizione della Coppa COSAFA, competizione calcistica per nazione organizzata dal Consiglio per le Associazioni Calcistiche dell'Africa del Sud (COSAFA). La competizione si svolse in forma itinerante dal 19 aprile al 27 settembre 1998 e vide la partecipazione di cinque squadre: Angola, Mozambico, Namibia, Zambia e Zimbabwe.

## Formula
- Qualificazioni

Nessuna squadra è qualificata direttamente alla fase finale. Rimangono 10 squadre per 5 posti disponibili per la fase finale.
Playoff - 10 squadre, giocano partite di sola andata. Le vincenti si qualificano alla fase finale.
- Fase finale

Girone unico - 5 squadre, giocano partite di sola andata. La vincente si laurea campione COSAFA.

## Squadre partecipanti
| Pr. | Squadra   | Data di qualificazione certa | Partecipante in quanto                            | Partecipazioni precedenti al torneo | Ultima presenza |
| --- | --------- | ---------------------------- | ------------------------------------------------- | ----------------------------------- | --------------- |
| 1   | Zambia    | 10 gennaio 1998              | Vincente del playoff della fase di qualificazione | 1 (1997)                            | 1997            |
| 2   | Zimbabwe  | 18 gennaio 1998              | Vincente del playoff della fase di qualificazione | -                                   | Esordiente      |
| 3   | Namibia   | 24 gennaio 1998              | Vincente del playoff della fase di qualificazione | 1 (1997)                            | 1997            |
| 4   | Mozambico | 25 gennaio 1998              | Vincente del playoff della fase di qualificazione | 1 (1997)                            | 1997            |
| 5   | Angola    | 8 marzo 1998                 | Vincente del playoff della fase di qualificazione | -                                   | Esordiente      |

Nella sezione "partecipazioni precedenti al torneo", le date in grassetto indicano che la nazione ha vinto quella edizione del torneo, mentre le date in corsivo indicano la nazione ospitante.

## Fase finale

### Girone unico

#### Classifica
| Pos | Squadra   | P.ti | G | V | N | P | GF | GS | DR |
| --- | --------- | ---- | - | - | - | - | -- | -- | -- |
| 1   | Zambia    | 8    | 4 | 2 | 2 | 0 | 4  | 2  | +2 |
| 2   | Zimbabwe  | 6    | 4 | 2 | 0 | 2 | 8  | 5  | +3 |
| 3   | Angola    | 6    | 4 | 1 | 3 | 0 | 5  | 4  | +1 |
| 4   | Namibia   | 5    | 4 | 1 | 2 | 1 | 6  | 8  | -2 |
| 5   | Mozambico | 1    | 4 | 0 | 1 | 3 | 2  | 6  | -4 |

#### Risultati
| Arbitro: | Moeketsi |

|                                                                       |           |                          |
| Muradzikwa 36’ Nkonjera 44’ (rig.) Mrewa 53’ Ndlovu 72’ Rinhemota 81’ | Marcatori | 55’ Uri Khob 89’ Khaiseb |

| Arbitro: | Mathabela |

|                |           |           |
| Chicangala 65’ | Marcatori | 49’ Tembo |

| Arbitro: | Amadhile |

|             |           |  |
| Kamwanga 1’ | Marcatori |  |

| Arbitro: | Nkambule |

|  |           |                           |
|  | Marcatori | 81’ Ndlovu 85’ Muradzikwa |

| Arbitro: | Ndoro |

|            |           |             |
| Angula 23’ | Marcatori | 48’ Pereira |

| Arbitro: | Gadaga |

|             |           |            |
| Arnaldo 85’ | Marcatori | 51’ Minhas |

| Arbitro: | Arao |

|            |           |             |
| Makasa 23’ | Marcatori | 44’ Hindjou |

| Arbitro: | Chilupula |

|                        |           |           |
| Betinho 36’ Amaral 59’ | Marcatori | 39’ Mrewa |

| Arbitro: | Silva |

|                         |           |             |
| Tjikuzu 89’ Shivute 89’ | Marcatori | 41’ Paulito |

| Arbitro: | Senai |

|  |           |             |
|  | Marcatori | 79’ Kilambe |